# Томпсон, Фрэнсис
Фрэнсис Томпсон (англ. Francis Thompson, 16 декабря 1859, Престон — 13 ноября 1907, Лондон) — английский поэт.

## Биография
Сын врача, по религиозным взглядам католик. Окончил католический колледж, в 1877—1884 учился медицине в Манчестере. Его взгляды во многом сложились под влиянием Оксфордского движения, поэтическая манера — под воздействием лирики Крэшо и Шелли. Охоты к медицинским занятиям Томпсон не имел, порвал с отцом (его мать умерла в 1880), в 1885 году переехал в Лондон. Жил бродягой, пристрастился к опиуму. Стараниями благодетелей из католического журнала Merry England вышла его книга Стихотворения (1893), получившая благосклонные отзывы критики, в том числе известного поэта и влиятельного критика Ковентри Патмора. Тем не менее, он продолжал прежнюю неустроенную жизнь, несколько раз находил приют во францисканских обителях. Согласно его собственному рассказу, покушался на самоубийство, но его спасло видение поэта Томаса Чаттертона.
Выпустив ещё две книги стихов (Песни сестры, 1895; Новые стихотворения, 1897) и трактат об аскетической жизни Health and Holiness (1905), скончался от туберкулёза. Похоронен на римско-католическом кладбище Св. Марии в Лондоне.

## Творчество
Наиболее известна мистическая поэма Томпсона Небесная гончая (опубл. 1893). После смерти автора было напечатано его эссе о Шелли (опубл. 1909).

## Посмертная судьба и признание
Религиозно-аскетическая эссеистика Томпсона была в полном объёме опубликована после его смерти. Многократно изданы его стихотворения, напечатаны письма (1969). Общество Фрэнсиса Томпсона издавало журнал (1965—1974). В настоящее время Томпсон причислен к крупнейшим католическим поэтам Великобритании.
Поэзией Томпсона восхищался Дж. Толкин. Небесную гончую цитирует главный герой романа Хулио Кортасара Игра в классики.

## Публикации на русском языке
- Гончая небес/ Пер. и предисл. Казаковой О. В. М.-СПб.: Летний сад, 2003. (билингва; кроме заглавной, в книгу входят поэмы Госпожа Мечты и Песни сестры)
- Стихи в пер. Дмитрия Щедровицкого